# 瓜萊瓜伊丘河

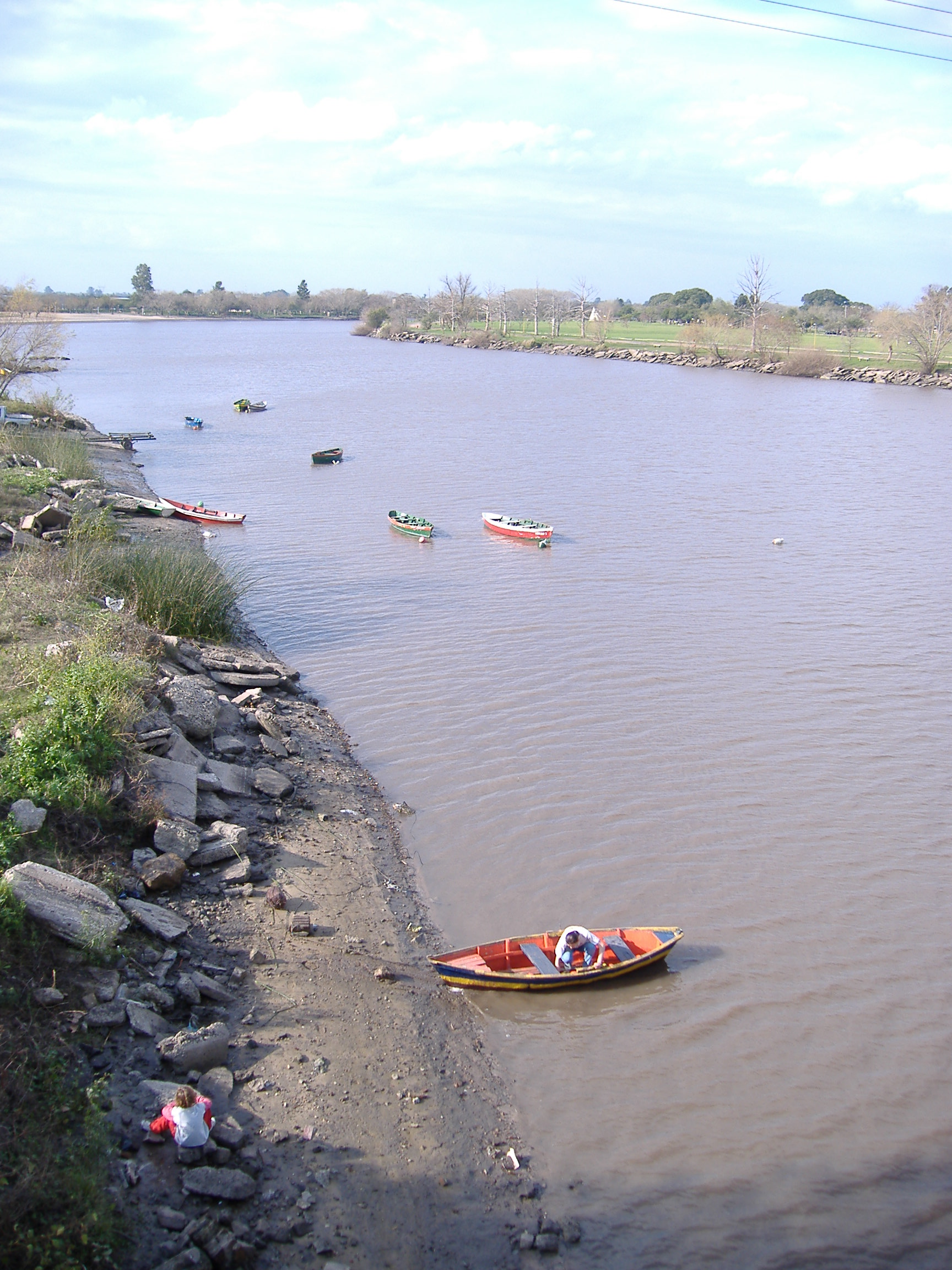
瓜萊瓜伊丘河

瓜萊瓜伊丘河（西班牙語：Río Gualeguaychú）是阿根廷的河流，位於恩特雷里奧斯省，屬於烏拉圭河的支流，河道全長268公里，集水區面積6,981平方公里，河畔城鎮有瓜萊瓜伊丘。

## 外部連結
- CUENCAS HIDRICAS SUPERFICIALES DE LA REPUBLICA ARGENTINA

33°5′S 58°25′W / 33.083°S 58.417°W